# الغدير (العدين)

تعديل مصدري - تعديل

الغدير محلة تابعة لقرية راس قصع، التابعة لعزلة قصع حليان بمديرية العدين إحدى مديريات محافظة إب في الجمهورية اليمنية.، بلغ تعداد سكانها 39 حسب تعداد اليمن لعام 2004.